# Dirk Ledegen
Dirk Ledegen (22 juli 1966) is een Belgische voormalige atleet, die zich had toegelegd op het polsstokhoogspringen. Hij werd eenmaal Belgisch kampioen.

## Biografie
Ledegen werd in 1987 Belgisch kampioen polsstokhoogspringen. Hij was aangesloten bij Eendracht Aalst.

## Belgische kampioenschappen
| Onderdeel            | Jaar |
| -------------------- | ---- |
| polsstokhoogspringen | 1987 |

## Persoonlijke records
Outdoor
| Onderdeel            | Prestatie | Datum               | Plaats             |
| -------------------- | --------- | ------------------- | ------------------ |
| polsstokhoogspringen | 5,40 m    | 15 augustus 1988    | Aalst              |
| tienkamp             | 7317 p    | 08-09 augustus 1987 | Naimette-Xhovémont |

Indoor
| Onderdeel            | Prestatie | Datum            | Plaats  |
| -------------------- | --------- | ---------------- | ------- |
| polsstokhoogspringen | 5,45 m    | 21 februari 1988 | Brussel |

## Palmares

### polsstokhoogspringen
- 1987:  BK AC – 5,20 m
- 1990:  BK AC indoor – 4,90 m
- 1990:  BK AC – 5,00 m
- 1991:  BK AC indoor – 5,00 m
- 1991:  BK AC – 4,60 m
- 1992:  BK AC indoor – 5,00 m

### tienkamp
- 1987:  BK AC – 7317 p